# Кассандра (Пенсільванія)
Кассандра (англ. Cassandra) — місто (англ. borough) в США, в окрузі Кембрія штату Пенсільванія. Населення — 162 особи (2020).

## Географія
Кассандра розташована за координатами 40°24′31″ пн. ш. 78°38′27″ зх. д. / 40.40861° пн. ш. 78.64083° зх. д. (40.408519, -78.640702).  За даними Бюро перепису населення США в 2010 році місто мало площу 0,20 км², уся площа — суходіл.

## Демографія
Згідно з переписом 2010 року, у селищі мешкало 147 осіб у 63 домогосподарствах у складі 42 родин. Густота населення становила 743 особи/км².  Було 71 помешкання (359/км²).
Расовий склад населення:
| - 97,3 % — білих |

До двох чи більше рас належало 2,7 %. Частка іспаномовних становила 0,0 % від усіх жителів.
За віковим діапазоном населення розподілялося таким чином: 25,2 % — особи молодші 18 років, 55,1 % — особи у віці 18—64 років, 19,7 % — особи у віці 65 років та старші. Медіана віку мешканця становила 43,1 року. На 100 осіб жіночої статі у селищі припадало 116,2 чоловіків;  на 100 жінок у віці від 18 років та старших — 124,5 чоловіків також старших 18 років.
Середній дохід на одне домашнє господарство  становив 44 684 долари США (медіана — 33 750), а середній дохід на одну сім'ю — 55 643 долари (медіана — 51 250). Медіана доходів становила 46 250 доларів для чоловіків та 41 250 доларів для жінок. За межею бідності перебувало 17,4 % осіб, у тому числі 36,4 % дітей у віці до 18 років та 0,0 % осіб у віці 65 років та старших.
Цивільне працевлаштоване населення становило 66 осіб. Основні галузі зайнятості: освіта, охорона здоров'я та соціальна допомога — 25,8 %, мистецтво, розваги та відпочинок — 13,6 %, будівництво — 13,6 %.